# Ишбулатов, Рахим Усманович
 Рахим Усманович Ишбулатов  (баш. Рәхим Усман улы Ишбулатов; 7 апреля 1911 — 18 июня 1967) — живописец, Заслуженный деятель искусств Башкирской АССР (1961). Участник Великой Отечественной войны.

## Биография
Рахим Усманович Ишбулатов родился 7 апреля 1911 года в деревне Габзелилово Оренбургского уезда Оренбургской губернии (сейчас — село Башкирское Канчерово Кувандыкского района Оренбургской области РФ).
Рано остался без родителей. В деревне Габзелилово (Башкирское Канчерово) он работал пастухом, жил у брата Габдулбарыя Ишбулатова. Поступил учиться в сельскохозяйственный техникум. В техникуме ему понравилось оформлять стенгазеты, для которых он рисовал, писал стихи. Это было замечено педагогическим советом и он был направлен учиться в Уфимский техникум искусств.
В 1930—1934 годах учился в техникуме искусств, его педагогами были художники К. С. Девлеткильдеев, А. Э. Тюлькин, М. Д. Усманов.
В 1934 году, по направлению Наркомпроса, поступил учиться на двухгодичные Высшие музейные курсы в Москве. На курсах преподавала Н. К. Крупская. Окончив курсы, защитил диплом на тему «Культурное строительство Башкортостана» и возвратился в Уфу.
В Уфе с 1936 по 1938 год работает научным сотрудником в Музее революции имени 1905 года, в Художественном музее (1938—1941), преподавал в техникуме искусств (1936—1941). Состоял членом Уфимского городского ССХ (ССХ БАССР; СХ СССР) с 1937 года.
В годы Великой Отечественной войны был призван в армию. Служил с 1941 по 1943 годы. За боевые заслуги награждён орденом Красной Звезды, медалью «За оборону Ленинграда».
Был тяжело ранен. После ранения вернулся в Уфу. Здесь он несколько лет (1956—1960) возглавлял Союз художников Башкортостана и продолжил преподавание в Башкирском техникуме искусств (1947—1952).
В 60-е годы был членом Художественного совета при Управлении искусств БАССР.
Возглавляя союз художников, много внимания уделял пропаганде изобразительного искусства в республике, публиковал статьи в газетах и журналах на башкирском, татарском и русском языках.
Умер в 1967 году в Уфе.
Работы Ишбулатова хранятся в коллекции Башкирском государственном художественном музее им. М. В. Нестерова, а также в частных собраниях.

## Основные работы
Первым монументальным его произведением было полотно «Салавата ведут» (1940). К образу Салавата Юлаева он вновь вернулся в работе «Непокоренная воля» (1964).
Интерес к истории нашёл отражение в его произведении «Башкиры в Берлине. 1763 г.».
Стремился в живописи монументальным образам и большим формам. Примером являются его картины «Генерал Шаймуратов. Рейд башкирской конной дивизии» (1960), «Непокоренная воля» (1964). Одной из лучших его картин является «Праздник Победы» (1949).
К его произведениям на военную тематику относятся: «Утро Победы», «Конница в рейде», «Рейд Башкирской дивизии», «Пограничники».
Также создал портреты деятелей культуры и искусства Башкортостана: М.Тажи, (1964), Г.Саляма, Магинур Бибовой (солистка Башкирского государственного ансамбля народного танца имени Ф.Гаскарова и жена художника.
Им также созданы произведения: Договор на соцсоревнование, х. м., 1956. Отдых нефтяников, х. м., 1957. Бахчи, х. м., 1958. Рейд Башкирской конной, х. м., 1960. Пограничники, х. м., 1963. Под Курман-Тау, х. м, 1962. Непокоренная воля, х. м., 1966.

## Ученики
Его учениками были такие известные художники, как А. Лутфуллин, Р. Нурмухаметов, Ф. Кащеев, Б. Домашников, Г. Мухаметшин и другие.

## Выставки
С 1936 года был участником республиканских, межобластной, декадных, зональной и зарубежной выставок.
- Персональная выставка, Уфа, 1961.
- Республиканские выставки, Уфа, с 1936 по 1966 на всех.
- Декадная выставка произведений художников БАССР, Москва, 1955.
- «Урал социалистический», Пермь, 1967 (посмертно).
- Выставка произведений художников автономных республик РСФСР, Москва, 1971 (посмертно).
- Выставка произведений художников Башкирии, ГДР, г. Галле, 1975 (посмертно).

## Награды
- Орден Красной Звезды
- Медаль «За трудовое отличие» (8 июня 1955)
- Медаль «За оборону Ленинграда»
- Заслуженный деятель искусств Башкирской АССР (1961)